# 柳田勝司
柳田 勝司（やなぎだ かつじ、1937年10月24日 - ）は日本のプロゴルファー。

## 来歴
1964年の日本オープンでは曇から雨に変わり、冷え込んだ初日に松田司郎と共に4アンダー68をマークし、杉本英世・佐藤精一らに3打差着けて首位に立つ。2日目は68で回って通算4アンダーのベテラン林由郎に首位を譲るも1打差2位、3日目も林と並んでの2位タイで最終日を迎えるなど健闘。
1965年の日本オープンでは橘田規・内田繁に次ぐと同時に鈴村久・藤井義将・山口征二・陳清波（中華民国）・安田春雄・杉原輝雄を抑えての5位 、1969年の日本オープンでは杉本・内田・内田袈裟彦・石井朝夫に次ぐと同時に細石憲二・島田幸作と並んでの5位タイに入る 。
1967年の西日本オープンでは西宮辰幸と共に上田鉄弘・藤井・細石を抑えるも、アマチュアの中部銀次郎、平野勝之に次ぐ3位タイに終わる。
西日本サーキットでは1967年の下関シリーズ9位、1968年の長崎国際シリーズ10位に入った。
1971年には第1回九州オープンで藤井を抑えて優勝し、その後の同大会では1975年と1976年には鈴木規夫の2位 、1978年には鈴木・秋富由利夫・上田に次ぐ4位タイに入った。
1976年は全英オープンから帰国してすぐで時差ボケや疲労で体力的に参った鈴木に大差をつけていたが、鈴木に18番の連続バーディーで68で追いつかれ、プレーオフに持ち込んでの逆転勝ちを許している。
1973年の日本プロでは初日を島田幸作と共に68の2位タイでスタートし、2日目は6位に着けた。
1989年の関西プロを最後にレギュラーツアーから引退。

## 主な優勝
- 1971年 - 九州オープン